# Абрамович, Всеволод Михайлович
Все́волод Миха́йлович Абрамо́вич (11 августа 1890, Одесса — 11 [24] апреля 1913, Санкт-Петербург) — лётчик и изобретатель, один из пионеров русской авиации, член Всероссийского аэроклуба.

## Биография
Родился в Одессе 11 августа 1890 года в семье Михаила Соломоновича Абрамовича (1859—1940), поэта и сына классика еврейской литературы Менделе Мойхер-Сфорима (Соломона Моисеевича Абрамовича). Двоюродный брат — музыковед Александр Владимирович Абрамович.
Окончил Шарлоттенбургский политехникум в Германии, а 9 октября 1911 года — авиационную школу «Общества аппаратов Райт» (диплом № 122) под руководством известного инструктора капитана Энгельгардта, в скором времени погибшего во время одного из его необычайно смелых полётов. Был оставлен при школе инструктором.

### Деятельность

Шаховская и Абрамович

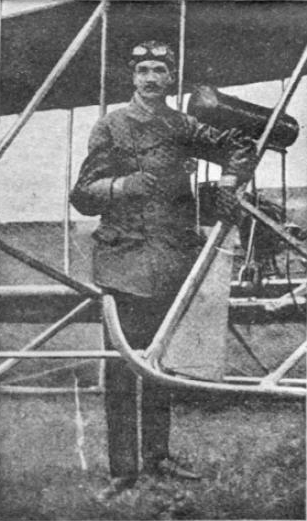
Русский авиатор В. М. Абрамович, победитель на берлинской «авиационной неделе».

- С 1911 года — шеф-пилот Общества Райт. Работал в «Flugmaschinen Wright-Gesellschaft» в Йоханнистале (Германия). Между тем дела «общества аппаратов Райта» пошли неважно, так как аппараты этой системы уже устарели. Следует иметь в виду, что аппараты «Райт», особенно немецкого производства, отличались малой прочностью. У В. М. Абрамовича не раз ломались в полёте части самолёта, а однажды внезапно стали ломаться нервюры одна за другой и аппарат явно стал разваливаться в воздухе. В. М. Абрамович едва успел произвести посадку, как самолёт рассыпался на части. Поэтому Абрамович занялся усовершенствованием аэропланов «Райт».
- В 1911 году изобрёл прибор для определения воздушной скорости. 21-летний Абрамович уже тогда признавался одним из лучших инструкторов Германии. Многие его ученики приобрели имя.
- В 1912 году установил несколько авиационных рекордов на усовершенствованных им самолётах «Райт» во время авиационных соревнований в Берлине (рекорд высоты с пассажиром — 2100 м). Как иностранец, В. М. Абрамович не мог получить Королевский приз и за всё время состязаний получил только 4000 марок, хотя он «вылетал» наибольшее количество минут и оказался победителем на продолжительность полёта, так как летал не опускаясь на землю, по 8 часов подряд. Тогда же в Германии был установлен приз имени Абрамовича в 1000 марок тому, кто совершит полёт при сильном ветре.
- 1 июля—24 июля 1912 года совершил перелёт Берлин—Петербург с пассажиром, предпринятый в первую очередь с рекламными целями. Этот перелёт был выдающимся для своего времени достижением — его дальность составляла более полутора тысяч километров. Самолёт, на котором Абрамович прилетел в Россию, сильно отличался от «классического» «Райта». По инициативе Абрамовича на нём ликвидировали передний руль высоты, удлинили хвостовую ферму и на ней, за рулём направления, установили горизонтальный стабилизатор и руль высоты. Была изменена также система управления самолётом, вместо полозьев поставлено колёсное шасси, применён новый 90-сильный двигатель немецкой фирмы NAG. Самолёт стал более устойчивым, а для взлёта больше не требовались катапульта, деревянный рельс и отделяемая тележка, как на первых «Райтах». Модифицированная машина получила обозначение «Абрамович-Райт». «Вестник воздухоплавания» (1912, № 10) напечатал его заметки: «Мой перелёт из Берлина в Петербург».
- 18 августа 1912 года в Царское Село на военное учебное поле около Гусарского полка прилетел из Петербурга по приглашению высоких особ авиатор Абрамович с пассажиром бароном Эльсоном. Авиатор красиво опустил свой усовершенствованный «Райт» около палаток войск и был ласково встречен высокими особами.
- 11 сентября 1912 года он поставил мировой рекорд продолжительности полёта с четырьмя пассажирами, продержавшись в воздухе 45 мин 57 с, что на 27 минут превышало предыдущий рекорд немецкого лётчика Райтцеля. В России В. Абрамович принял участие во втором конкурсе военных самолётов, проходившем на Корпусном аэродроме. Его «Абрамович-Райт» не был официальным участником состязаний, но летал много и успешно.
- Используя свои достижения как рекламу, Абрамович направил военному министру В. А. Сухомлинову письмо: «Приемлю смелость обратиться к Вашему Высокопревосходительству с покорнейшей просьбой милостиво разрешить мне войти в подведомственное Вам Военное министерство с предложением приобрести у меня потребное количество летательных аппаратов системы „Wright“. Непоколебимо веря в то, что мои аппараты сослужат верную службу отечественной армии в соответствующий момент, имею намерение воспитать и надлежащий кадр военных пилотов...». Принимая во внимание, что сделанные Абрамовичем усовершенствования заметно улучшили пилотажные свойства аэроплана, военные решили принять это предложение. Было решено приобрести шесть боевых и два учебных самолёта и запасные части к ним.
- Осенью 1912 года, уехав в Германию, Абрамович сначала долго лечил перелом, а потом заболел воспалением лёгких.
- К лету 1913 года заказанные самолёты изготовили, запаковали в ящики и отправили в Гатчину. Предполагалось, что после постройки самолётов Абрамович приедет в Петербург для подготовки русских пилотов. Но этому не суждено было случиться.

Погиб 11 (24) апреля 1913 года по вине княгини Е. М. Шаховской, выполнявшей самостоятельный полёт с инструктором. Сама Шаховская при этом не пострадала. Похоронен в Петербурге на Никольском кладбище Александро-Невской лавры.
Именем В. М. Абрамовича названа одна из аллей на территории бывшего аэропорта Йоханнисталь.